# Phonologie du lojban
Pour un article plus général, voir Lojban.
Le lojban est conçu pour pouvoir être lu comme il est écrit, et pour être écrit comme il est parlé.
Cette correspondance biunivoque est le premier sens dans lequel il est dit ne pas être ambigu.
Dans ce but, notamment, tout ce qui se traduit par un ton de voix à l'oral, ou par une ponctuation ou une marque typographique à l'écrit, se traduit explicitement par des mots en lojban. 
L'objectif est ici de faciliter un éventuel dialogue homme-machine entre oral et écrit.
La référence du lojban est phonétique ; de ce fait il peut être noté par n'importe quel moyen permettant de distinguer ses phonèmes.

## Généralités
La graphie du lojban se fait en général au moyen de l'alphabet latin. La référence du lojban est cependant phonétique ; de ce fait il peut être noté par n'importe quel moyen permettant de distinguer ses phonèmes.
Les phonèmes sont au nombre de 25 : 6 voyelles et 19 consonnes, représentés par exactement 25 graphèmes. Il y a également 16  diphtongues qui forment une syllabe : 4 diphtongues décroissantes (voyelle +  glide) et 12 croissantes (glide + voyelle). Ces dernières se rencontrent uniquement dans les noms propres ou dans les mots empruntés.
L’alphabet lojban se prononce presque toujours comme en français.
Les lettres ont toujours une prononciation unique (ou plus précisément, une plage limitée de réalisations possibles) : le 'g' est toujours dur sinon ce serait un 'j', et le 's' n'est jamais voisé comme le z'.
Certaines lettres ont une prononciation conventionnelle inhabituelle pour un lecteur francophone :
- c se prononce "ch" comme dans "cheval"
- x se prononce comme la jota espagnole ([x]) ou le ch allemand dans Bach
- y est le "schwa", la voyelle moyenne centrale, proche du e dit muet comme dans "le" ou "petit" (ou le a dans l'anglais about). Il est toujours prononcé, car il sert de trait d'union sonore dans certains mots composés.

Enfin, deux signes de ponctuation sont des « semi-lettres », qui font partie de l'orthographe :
- l'apostrophe ' est l'équivalent du "h" anglais (consonne aspirée, comme dans "mahem"). Il ne se trouve qu'entre deux voyelles, et sert à les séparer par une légère expiration. Dans les décomptes de voyelles ou de consonnes, il n'est jamais décompté.
- le point ('.') marque une pause obligatoire, marqué par un petit coup de glotte, qui doit interrompre le flux d'air dans la gorge. Il n'est pas toujours marqué, parce qu'il est par exemple implicite avant tout mot commençant par une voyelle, ou après tout mot se terminant par une consonne[4].

La virgule (',') n'a pas de prononciation, elle sert à séparer visuellement deux syllabes qui pourraient sinon se concaténer (ce qui permet de clarifier si nécessaire le rôle des consonnes 'l', 'm', 'n', ou 'r'). Elle peut représenter un hiatus entre voyelle et ainsi empêcher la diphtongaison, mais ne correspond à aucun phonème.
C'est la même fonction que celle du point en alphabet phonétique international.
L'espace sert à séparer visuellement les mots, mais ne se prononce pas et est donc en principe inutile : en théorie, une phrase lojban garde le même sens quand on en élimine tous les blancs. Cependant, dans ce cas, certains blancs qui correspondent à des arrêts vocaliques obligatoires doivent être remplacés par des points.
Les lettres h, q et w ne sont pas utilisées.
Les tableaux ci-dessous montrent les correspondances graphèmes/phonèmes du lojban, ainsi que leurs réalisations phonétiques les plus courantes. À l'exclusion de /r/, c'est le premier allophone indiqué qui correspond à la prononciation recommandée, les autres variantes sont là pour couvrir les différences de prononciation de locuteurs d'origines linguistiques variées.
Les phonèmes et allophones sont représentés ici par des symboles API.

## Accentuation
Le lojban est une langue accentuée, et l'accent tonique y joue un rôle morphologique. L'accent est marqué par une plus forte intensité, et peut également être de hauteur ou de durée. L'absence d'accent sur une syllabe ne doit cependant pas modifier la clarté des voyelles.
Dans le cas des brivla (noms communs et de relation), l'accent tonique porte normalement sur l'avant dernière syllabe du mot (et n'est donc normalement pas marqué graphiquement). Cependant, ce décompte de syllabes ne prend pas en compte le 'y', ni d'éventuelles syllabe consonantiques (ni évidemment les sons intercalaires entre groupes de consonnes).
À l'oral, cet accent sert à repérer la fin du mot (qui tombe dont généralement après la syllabe suivante). Il est permis de rythmer les mots polysyllabiques avec des accents secondaires, au choix du locuteur, mais ces accents facultatifs doivent être suffisamment faibles pour ne pas être confondu avec un accent primaire (ce qui entraînerait un risque d'erreur dans le séquençage des mots).
Les mots propres (cmevla) peuvent avoir leur propre accent, qui est marqué par une mise en majuscule s'il ne tombe pas sur l'avant dernière syllabe. Le nom propre étant toujours suivi d'une pause (marquée par un point), donc explicitement marqué, la place atypique de l'accent n'induit pas de risque d'erreur.
Les termes grammaticaux (cmavo) n'ont pas d'accentuation imposée. Ils ne sont généralement pas accentués, mais peuvent aussi bien l'être sur une syllabe quelconque.
Dans le cas du vocabulaire lojban régulier, l'accent tonique porte toujours sur l'avant dernière syllabe du mot (et n'est donc normalement pas marqué typographiquement).
Il n'y a pas de majuscule en lojban, même pour les noms propres (d'ailleurs la Wikipédia en lojban accepte la création de pages dont le titre commence par une minuscule, ce qui est une exception pour les Wikipédias utilisant l'alphabet latin).
Les majuscules sont utilisées pour marquer graphiquement l’accent tonique, lorsqu'il ne tombe pas sur la pénultième syllabe du mot.

## Pauses - coups de glotte
Des règles gouvernent l'insertion de « pauses » (petites pauses, coup de glotte), parfois nécessaires pour marquer vocalement une séparation entre mots. La pause n'est pas nécessairement très importante, mais doit être marquée, et influe sur le sens. En français, c'est ce « coup de glotte » qui fait à l'oreille la différence entre « Océane » \ɔ.se.an\ et « oh, c'est Anne » \ɔ.se.ʔan\.
Dans le langage écrit, les pauses obligatoires sont marquées par un point.
Les règles gouvernant les pauses/séparations sont :
- Il est toujours possible de mettre une pause/séparation entre deux mots ; il est toujours interdit de mettre une pause/séparation au milieu d'un mot.
- Tout mot se terminant par une consonne (nécessairement un cmevla - nom propre) doit être suivi d'une pause/séparation.
  - Chaque cmevla doit aussi être précédé d'une pause/séparation, mais ce n'est plus nécessaire si le mot précédent est de la série  “la”, “lai”, “la'i”, ou “doi” (ce qui arrive rarement).
- Tout mot commençant par une voyelle doit être précédé d'une pause/séparation. On voit que de tels mots ne peuvent être que des cmavo (mot grammatical), fu'ivla (mot importé) ou cmevla (nom propre), puisque tout gismu (racine) et lujvo (composé) commence par une consonne.
- Si la dernière syllabe d'un mot est accentuée (ce qui est inhabituel), et que le mot est suivi d'un brivla (mot prédicatif) accentué sur sa première syllabe, les deux doivent être séparés par une pause/séparation.
- Tous les cmavo de la forme Cy (qui correspondent aux noms des lettres de l'alphabet) doivent être suivis d'une pause, sauf s'ils sont suivis par un autre Cy.
- Toute citation de texte en une langue autre que le lojban doit être précédée et suivie d'une pause/séparation.

## Phonèmes

### Généralités
L’alphabet lojban est le suivant, et se prononce presque toujours comme en français.
Les lettres ont toujours une prononciation unique (ou plus précisément, une plage limitée de réalisations possibles).
Certaines lettres ont une prononciation conventionnelle inhabituelle pour un lecteur francophone :
- c se prononce "ch" comme dans "cheval"
- x se prononce comme la jota espagnole ou le ch allemand dans Bach
- y est le "schwa", proche du e dit muet comme dans "le" ou "petit" (ou le a dans l'anglais about). Il est toujours prononcé, car il sert de trait-d'union sonore dans certains mots composés.

Enfin, deux signes de ponctuation sont des « semi-lettres », qui font partie de l'orthographe :
- l'apostrophe ' est l'équivalent du "h" anglais (consonne aspirée, comme dans "mahem"). Il ne se trouve qu'entre deux voyelles, et sert à les séparer par une légère expiration. Dans les décomptes de voyelles ou de consonnes, il n'est jamais décompté.
- le point ('.') marque une pause obligatoire, marqué par un petit coup de glotte, qui doit interrompre le flux d'air dans la gorge. Il n'est pas toujours marqué, parce qu'il est par exemple implicite avant tout mot commençant par une voyelle, ou après tout mot se terminant pâr une consonne[8].

La virgule (',') n'a pas de prononciation, elle sert à séparer visuellement deux syllabes qui pourraient sinon se concaténer (ce qui permet de clarifier si nécessaire le rôle des consonnes 'l', 'm', 'n', ou 'r'). C'est la même fonction que celle du point en alphabet phonétique international.

### Voyelles
Les cinq ou six voyelles en lojban sont 'a', 'e', 'i', 'o', et 'u', et aussi 'y'. Les cinq premières apparaissent normalement comme constituants de mots, et ont un son plein ; mais le 'y' (qui représente le "schwa") n'a qu'une vocalisation faible et peu déterminée, et un rôle surtout grammatical. Les cinq premières doivent être clairement articulées, d'une manière tendue voire exagérée, et s'opposent au 'y' qui est une voyelle moyenne centrale.
Les paires de voyelles s'articulent comme deux syllabes non séparées par une consonne forte. Ces deux voyelles sont alors connectées (et séparées) par une apostrophe, qui marque la séparation, et doit être vocalisée comme un léger souffle - autrement dit, l'apostrophe joue en fait le rôle d'une voyelle faible. Il faut bien faire attention à la fois à séparer les voyelles par un souffle (pour ne pas les confondre avec une éventuelle diphtongue), et en même temps ne pas marquer cette séparation par un coup de glotte (arrêt du souffle, qui marquerait une séparation entre mots).
| Graphèmes | Phonèmes | Allophones | Exemples       |
| --------- | -------- | ---------- | -------------- |
| a         | a        | ɑ          | avoir [aˈvwaʀ] |
| e         | ɛ        | e          | père [pɛʀ]     |
| i         | i        |            | cri [kʀi]      |
| o         | o        | ɔ          | mot [mo]       |
| u         | u        |            | fou [fu]       |
| y         | ə        |            | le [lə]        |

### Consonnes
Les tableaux ci-dessous montrent les réalisations typiques entre les sons et les alphabets latins en lojban. Dans tous les cas, à l'exception de la consonne rhotique, le premier phonème représente la prononciation recommandée, tandis que les autres sont les variantes autorisées.
|                             | Phonème                 | Graphème | Exemple de prononciation      |
| Voyelles                    | Voyelles                | Voyelles | Voyelles                      |
| --------------------------- | ----------------------- | -------- | ----------------------------- |
| Voyelle ouverte             | a (ɑ)                   | a        | comme dans avoir              |
| Voyelle mi-ouverte          | ɛ (e)                   | e        | comme dans père               |
| Voyelle fermée              | i                       | i        | comme dans cri                |
| Voyelle mi-fermée           | o (ɔ)                   | o        | comme dans mot                |
| Voyelle fermée postérieure  | u                       | u        | comme dans fou                |
| Voyelle moyenne centrale    | ə                       | y        | comme dans je                 |
| Consonnes fricatives        |                         |          |                               |
| Labio-dentale sourde        | f (ɸ)                   | f        | comme dans fou                |
| Labio-dentale voisée        | v (β)                   | v        | comme dans van                |
| Vélaire sourde              | x                       | x        | comme dans Hund de l'Allemand |
| Glottale sourde             | h                       | '        | comme dans Hello de l'Anglais |
| Consonnes sibilantes        |                         |          |                               |
| Alvéolaire sourde           | s                       | s        | comme dans sous               |
| Alveolalvéolaire voisée     | z                       | z        | comme dans zéro               |
| Palato-alvéolaire sourde    | ʃ (ʂ)                   | c        | comme dans cacher             |
| Palato-alvéolaire voisée    | ʒ (ʐ)                   | j        | comme dans rouge              |
| Consonnes occlusives        |                         |          |                               |
| Occlusive bilabiale sourde  | p                       | p        | comme dans pipe               |
| Occlusive bilabiale voisée  | b                       | b        | comme dans abri               |
| Occlusive alvéolaire sourde | t                       | t        | comme dans toucher            |
| Occlusive alvéolaire voisée | d                       | d        | comme dans danse              |
| Occlusive vélaire sourde    | k                       | k        | comme dans coq                |
| Occlusive vélaire voisée    | ɡ                       | g        | comme dans guerre             |
| Coup de glotte              | ʔ                       | .        | comment dans uh-oh            |
| Consonnes spirantes         |                         |          |                               |
| Labio-vélaire voisée        | w                       | u-       | comme dans oui                |
| Palatale voisée             | j                       | i-       | comme dans you de l'Anglais   |
| Latérale alvéolaire voisée  | l (l̩)                   | l        | comme dans salle              |
| Consolles nasales           |                         |          |                               |
| Bilabiale voisée            | m (m̩)                   | m        | comme dans minimum            |
| Alvéolaire voisée           | n (n̩, ŋ, ŋ̩̩)             | n        | comme dans noir               |
| Consonne rhotique           |                         |          |                               |
| Rhotique                    | r (ɹ, ɾ, ʀ, r̩, ɹ̩, ɾ̩, ʀ̩) | r        | comme dans rouge              |

### Diphtongues
Il n'y a que seize diphtongues possibles en lojban, s'articulant autour des voyelles 'i' et 'u' : devant ou derrière une voyelle, ces voyelles se prononcent comme la semi-consonnes "y" (comme dans "diable" ou "paille") et "w" (comme dans "oui" ou "Wall Street" - la prononciation de "w" après voyelle n'a pas d'équivalent en français). Noter que sur l'ensemble des combinaisons possibles, le lojban ne retient pas le 'eu' ni le 'ou', trop difficiles à distinguer à l'oreille.
|                            | A           | E                | I          | O                   | U                  |
| -------------------------- | ----------- | ---------------- | ---------- | ------------------- | ------------------ |
| Trois finales en -i        | ai (/aïe/)  | ei (gros/eille/) | -          | oi (langue d’/oïl/) | -                  |
| Une finale en -u           | au (/ao/)   | -                | -          | -                   | -                  |
| Cinq initiales en i-       | ia (/ya/)   | ie (/yè/)        | ii (/y-i/) | io (/yo/)           | iu (/you/)         |
| Cinq initiales en u-       | ua (/ouah/) | ue (/ouais/)     | ui (/oui/) | uo (/ou-o/)         | uu (/wou/h-/wou/h) |
| Deux finales faibles en -y | -           | -                | iy (/y-e/) | -                   | uy (/w-e/)         |

Les voyelles et diphtongues (y compris le 'y') s'articulent sur une syllabe, par opposition aux sons intercalaires éventuels entre deux consonnes décrits ci-après, qui ne doivent pas donner l'impression de former une syllabe.
| Graphèmes | Phonèmes | Allophones | Exemples          |
| ai        | aɪ̯       | aj         | paille [paj]      |
| ei        | ɛɪ̯       | ɛj, ej     | oseille [o'zɛj]   |
| oi        | oɪ̯       | ɔj, oj     |                   |
| au        | aʊ̯       | aw         |                   |
| ia        | ɪ̯a       | ja         | piailler [pja'je] |
| ie        | ɪ̯ɛ       | jɛ, je     | bailler [ba'je]   |
| ii        | ɪ̯i       | ji         |                   |
| io        | ɪ̯o       | jo, jɔ     | yole ['j'ɔl]      |
| iu        | ɪ̯u       | ju         | iouler [ju'le]    |
| iy        | ɪ̯ə       | jə         |                   |
| ua        | ʊ̯a       | wa         |                   |
| ue        | ʊ̯ɛ       | we, wɛ     | ouais [wɛ]        |
| ui        | ʊ̯i       | wi         | oui [wi]          |
| uo        | ʊ̯ɔ       | wo, wɔ     |                   |
| uu        | ʊ̯u       | wu         |                   |
| uy        | ʊ̯ə       | wə         |                   |

## Paires de consonnes
Un gismu (mot racine) comprend dont toujours une paire de consonnes, en position initiale ou médiane, et un brivla (mot prédicatif) contient toujours une paire de consonnes dans les cinq premières lettres. Outre le fait qu'une même consonne ne doit jamais être redoublée, ces paires de consonnes suivent des règles de compatibilité strictes, qui permettent notamment d'assurer que le mot restera prononçable de manière non ambigüe. Ces règles interviennent notamment dans la formation des mots composés, en imposant parfois l'insertion d'un 'y' intercalaire.
Ces règles se fondent en grande partie sur le caractère sourd/sonore de la consonne, son caractère explosif ou non, et son point d'articulation :
| Articulation       | Lèvres | Dents | Palais | Gorge |
| ------------------ | ------ | ----- | ------ | ----- |
| Explosives sourdes | p      | t     | -      | k     |
| Fricatives sourdes | f      | s     | c      | x     |
| Consonnes mixtes   | m      | l     | n      | r     |
| Fricatives sonores | v      | z     | j      | -     |
| Explosives sonores | b      | d     | -      | g     |

Une première distinction importante est à faire entre les consonnes sourdes et les sonores : une paire ne peut pas assembler à la fois une sourde et une sonore (comme “bf” ou “sd”). Les consonnes  restantes (l, m, n, r) sont typiquement prononcées de manière sonore, mais peuvent également l'être de manière sourde, et sont donc compatibles avec les deux types (ce qui permet par exemple tant “fl” que “vl”, et aussi bien “ls” que “lz”).
De plus, sont interdites les paires “sc” et “cs”, “cx” et “xc”, “kx” et “xk”, ainsi que “zj” et “jz” (les consonnes en gras ne s'associent pas entre voisines). Enfin la paire “mz” est également interdite.
Les consonnes mixtes ('m', 'l', 'n', et 'r') peuvent prendre la forme de « voyelle consonantique » dans certains noms propres ou importés, où la consonne forme une syllabe par elle-même. Ainsi, « Hélène » est transcrit par el,n (deux syllabes), et « Burt » se transcrit brt, le 'r' faisant la durée de la syllabe.
Ces règles s'appliquent y compris aux mots transcrits en phonétique lojban ; si l'on était conduit à former une paire interdite elle serait alors séparée par un 'y' intercalaire. Ainsi, le prénom anglais « James » \dʒeɪmz\ sera transcrit djeimyz, pour éviter la paire interdite “mz”.
Des restrictions beaucoup plus fortes sont applicables aux paires initiales, qui ne peuvent prendre que l'une de 48 formes possibles :
| Initiale:  | Explosive sourde   | Fricative sourde                       | Mixte  | Fricative sonore       | Explosive sonore   |
| ---------- | ------------------ | -------------------------------------- | ------ | ---------------------- | ------------------ |
| Explosives | -                  | sp, st, sk, cp, ct,ck                  | -      | zb, zd, zg, jb, jd, jg | -                  |
| Fricatives | ts, tc             | sf, cf                                 | -      | zv, -                  | dz, dj             |
| Mixtes     | pl, pr, tr, kl, kr | fl fr, sl sm sn sr, cl cm cn cr, xl xr | ml, mr | vl, vr, zm, jm, jv -   | bl, br, dr, gl, gr |

Ces règles ne s'appliquent cependant qu'aux mots lojban autochtones, non aux mots transcrits.
Des groupes de trois consonnes sont possibles en lojban, dans des mots transcrits ou composés. Pour les mots composés les triplets doivent respecter les règles suivantes :
- Les deux premières consonnes doivent former une paire compatible ;
- Les deux dernières consonnes doivent former une initiale compatible ;
- Sont interdits les triplets  “ndj”, “ndz”, “ntc”, et “nts”.

## Allophones
Les voyelles peuvent être arrondies et les consonnes peuvent être  aspirées, mais en général elles ne sont jamais  palatalisées. Les affriquées /d͡ʒ/, /d͡z/, /t͡ʃ/ et /t͡s/ peuvent apparaître en lojban mais ne représentent qu'une simple suite de phonèmes, réalisation de <dj>, <dz>, <tc> et <ts>  (Elles sont, respectivement, les sons des mots suivant tirés de l'anglais jar, chair, fads, et cats).
Toutes les variantes du /r/ sont acceptables, les sons rhotiques sont également acceptés comme un phonème identique.
Les liquides <l>, <m>, <n>, et <r>  peuvent être syllabiques (Allemand beten [ˈbeːtn̩])

## Groupes de consonnes ou clusters
Les paires de consonnes sont conçues pour être toutes prononçables et se prononcent normalement sans voyelle intercalaire - dans la mesure du possible. Les concepteurs du lojban sont cependant conscient que dans la plupart des langues on ne rencontre qu'une petite partie des paires de consonnes autorisées, et que certaines paires peuvent être difficiles à prononcer pour certains locuteurs. Ainsi, la prononciation de pixra (image) est impossible pour un francophone qui tend à prononcer un R grasseillé  [ʁ] , et une initiale comme celle de xrvatsk (Croatie) ne se trouve guère naturelle que pour des néerlandais (ces paires redeviennent abordables quand le R est roulé).
De plus, l'utilisation des mots importés (comme xrvatsk) conduit souvent à les préfixer pour en préciser la signification, par exemple bangu (langage) pour former bang.r.xrvatsk (le langage croate) ou encore kulnu (culture) pour former kuln.r.xrvatsk - clairement, une telle superposition de six consonnes posera toujours problème à l'oral.
Pour des raisons pratiques, donc, le lojban autorise d'intercaler une petite émission d'un son intercalaire entre deux consonnes difficiles. Pour les clusters difficiles à prononcer, il est permis d'insérer une voyelle de support (anaptyxe). Cette émission de désarticulation peut prendre une forme quelconque ([ ɪ ], [ ɨ ], [ ʊ ], voire [ ʏ ]), du moment qu'elle ne peut pas se confondre avec l'une ou l'autre des voyelles lojban. En particulier, le son doit être suffisamment bref pour ne pas compter comme une syllabe, et doit être suffisamment coloré pour se distinguer suffisamment du schwa neutre (noté 'y'), qui joue un rôle morphologique en lojban. Il peut être prudent dans ce cas de prononcer les vraies voyelles de manière plus longue que d'habitude, pour mieux marquer la différence.
Les syllabes additionnelles sont grammaticalement ignorées pour la prosodie et l'accentuation.